# Difenileneiodonio cloruro
Il Difenileneiodonio cloruro (Dpi) è un flavonoide utilizzato come inibitore di molte flavoproteine e di proteine di membrana come i NOx.